# Fra Afstemningen om anden Zone i Sønderjylland.
Fra Afstemningen om anden Zone i Sønderjylland. er en dansk dokumentarisk stumfilm fra 1920 med ukendt instruktør.

## Handling
Afstemningen om 2. zone, det vil sige Mellemslesvig inklusive Flensborg, finder sted den 14. marts 1920. De stemmeberettigede danske afrejser fra København. Stemningen i Flensborgs gader dagene op til afstemningen. Mødet ved krigergravene. Optog. Folkesamling ved Sølvgades Kaserne i København.
En optagelse af brandmandskorpsets arbejde ligger til sidst - formentlig fra København.